# Samogłoska półotwarta centralna zaokrąglona
Samogłoska półotwarta centralna zaokrąglona – typ samogłoski spotykany w językach naturalnych. Symbol, który przedstawia ten dźwięk w Międzynarodowym Alfabecie Fonetycznym, to ɞ (zamknięte pionową kreską odwrócone greckie ε). Odbity w poziomym lustrze odpowiednik tego symbolu (ʚ) nie jest częścią MAF.
Symbol ɞ został dodany do MAF w 1993 roku; poprzednio zapisywano tę samogłoskę symbolem ɔ̈ (jako scentralizowaną samogłoskę półotwartą tylną zaokrągloną).

## Języki, w których występuje ten dźwięk
- język irlandzki: tomhail [tɞːlʲ] „konsumuj”
- język kaszubski: ôrt [ɞrt] „rodzaj, gatunek”